# Baxteria australis
Baxteria  es un género monotípico de plantas con flores perteneciente a la familia de las Dasypogonaceae. Incluye una sola especie: Baxteria australis R.Br. Es originaria de Australia Occidental.

## Descripción
Es una planta herbácea rizomatosa, perennifolia y cespitosa que alcanza  un tamaño de 0.5 m de altura. Las flores son de color verde púrpura marrón, produciéndose en diciembre o enero-febrero en suelo gris o de arena negra, en los márgenes de los pantanos.

## Taxonomía
Baxteria australis fue descrita por R.Br. ex Hook.  y publicado en London Journal of Botany 2: 492. 1843.